# 突粒眶棘牛尾魚
突粒眶棘牛尾魚（学名：Sorsogona tuberculata），又名瘤眶棘鯒、竹甲、狗祈仔、牛尾，为牛尾魚科眶棘鯒屬下的一个种。

## 分布
本魚分布於紅海、印度洋、菲律賓及台灣。

## 深度
水深5至100公尺。

## 特徵
頭部中庸平穩，有強隆起之稜線及銳棘。前鰓蓋下緣無前向棘。頭側有一隆起稜線；眼下隆起稜線密生鋸齒，眼上隆起稜線僅後半有鋸齒。眼眶具一小皮瓣。側線前部約16至20個鱗片，上各具一棘。體呈黃褐色，體側和尾部各有不規則之橫帶，各鰭黃色，有褐色斑點。

## 生態
棲息於沙泥質海底，常潛於沙中，露出兩眼，伺機捕食魚蝦蟹類。

## 經濟利用
食用魚，可用油煎食。